# Gangloff (carrossier)
Pour les articles homonymes, voir Gangloff.
Gangloff est un carrossier suisse, basée à Berne, en activité depuis 1903 (Gangloff AG depuis 1936).

## Histoire
Les frères Georges et John Gangloff reprennent en 1878 une entreprise de menuiserie, héritière d'une précédente entreprise de composants de voiture hippomobile de 1830. George Gangloff fonde cette entreprise de carrosserie en 1903, des débuts de l'histoire de l'automobile, et se spécialise en particulier sur le carrossage de châssis-moteur de Bugatti de prestige, avec une branche Gangloff de Colmar en Alsace. Après le rachat en 1930 de l'ancienne maison Widerkehr de Colmar, Gangloff réalise près de la moitié des carrosseries pour châssis-moteurs Bugatti. La société devient Gangloff AG en 1936.

Quelques modèles de carrosseries Gangloff
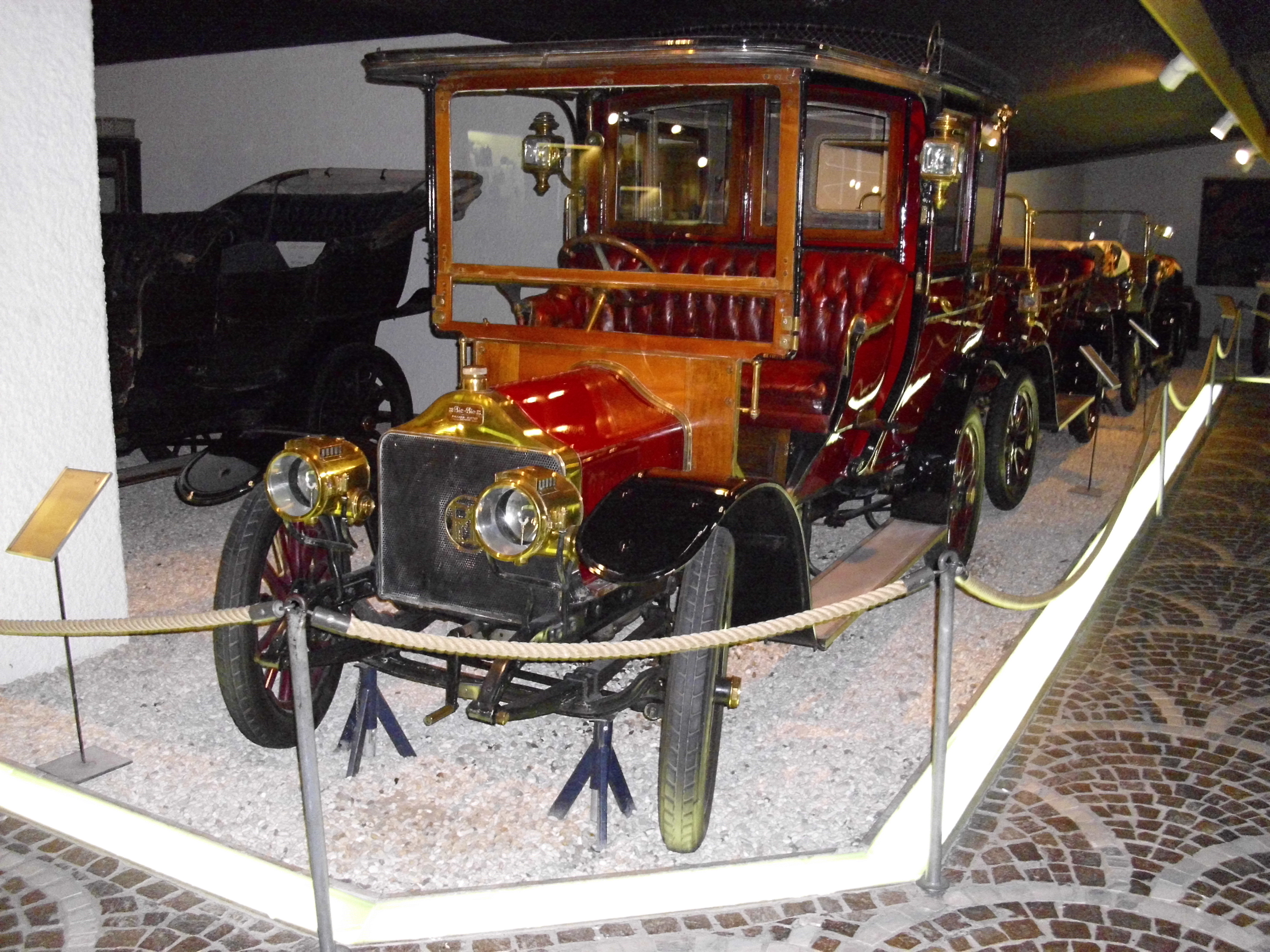
Pic-Pic (1911)
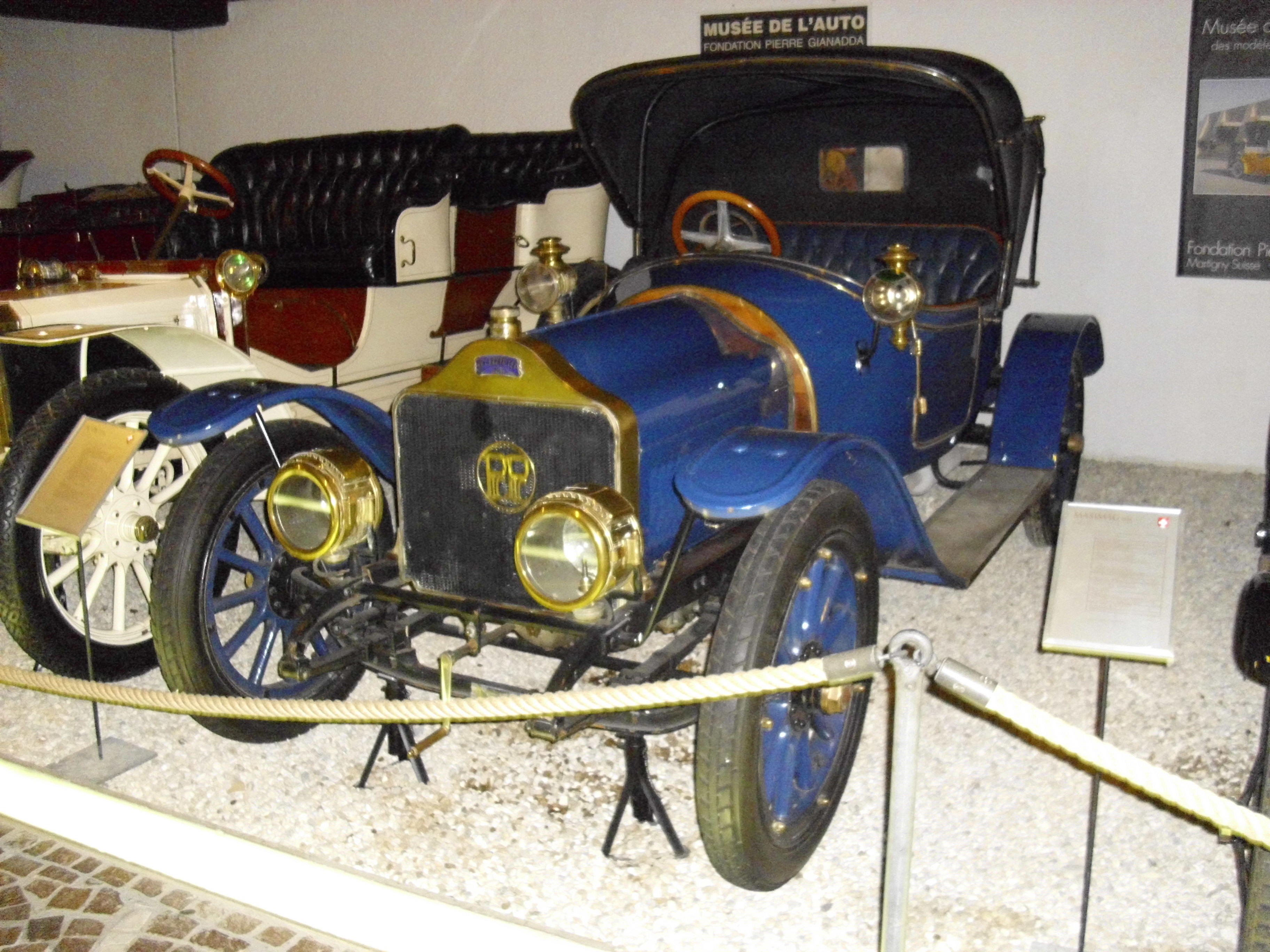
Pic-Pic (1912)
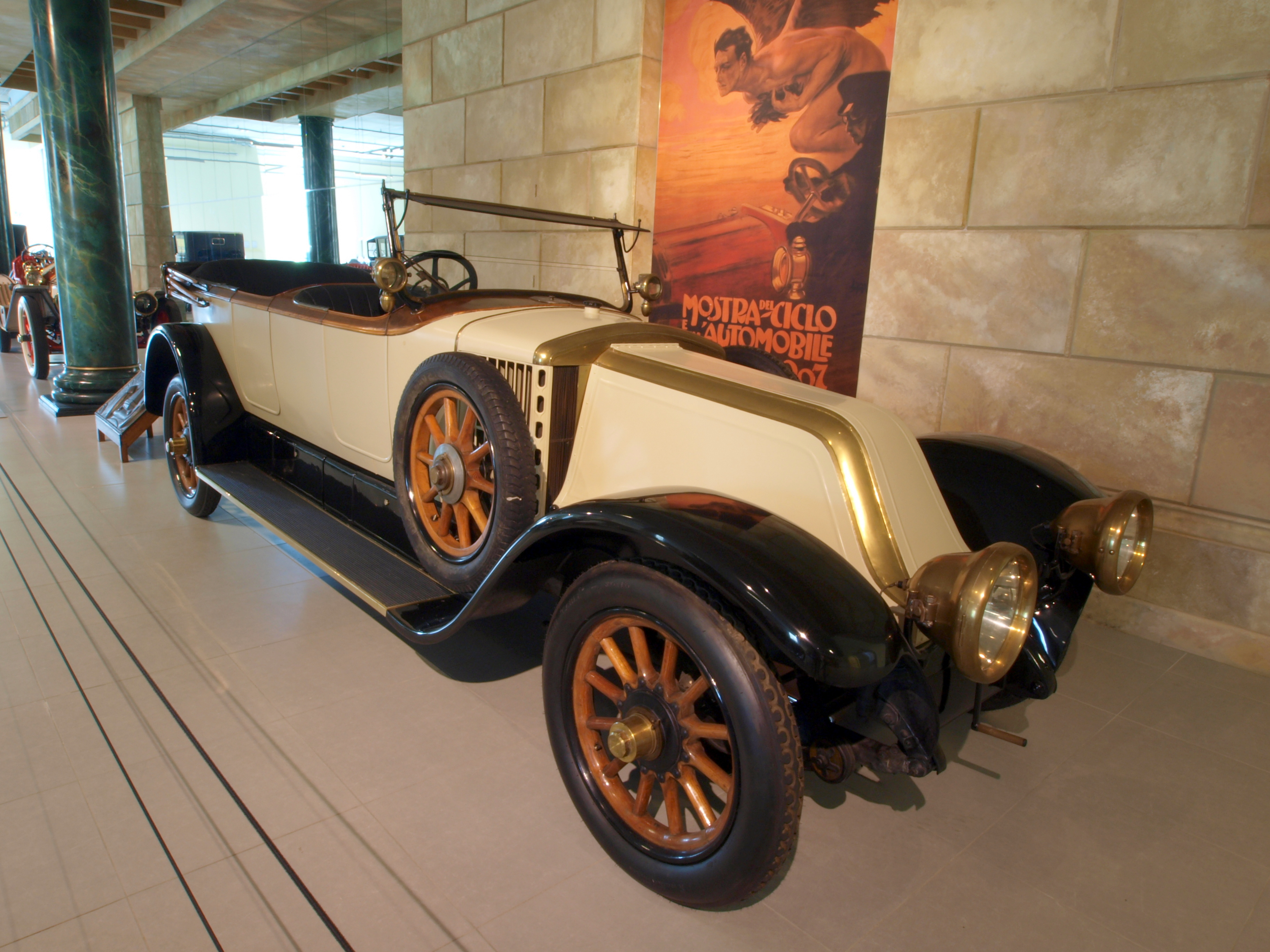
Renault 40CV (1922)
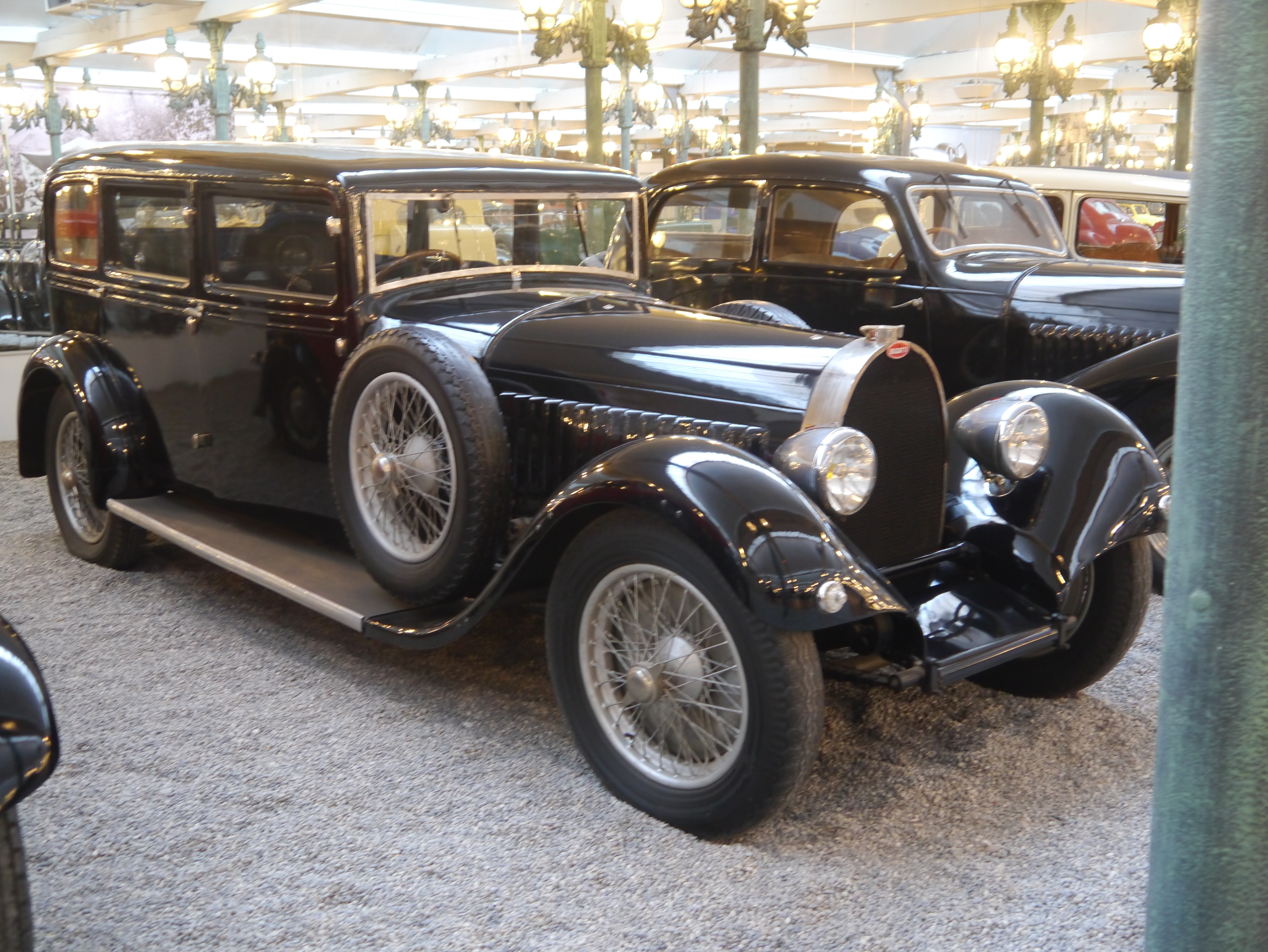
Bugatti Type 46 (1930)
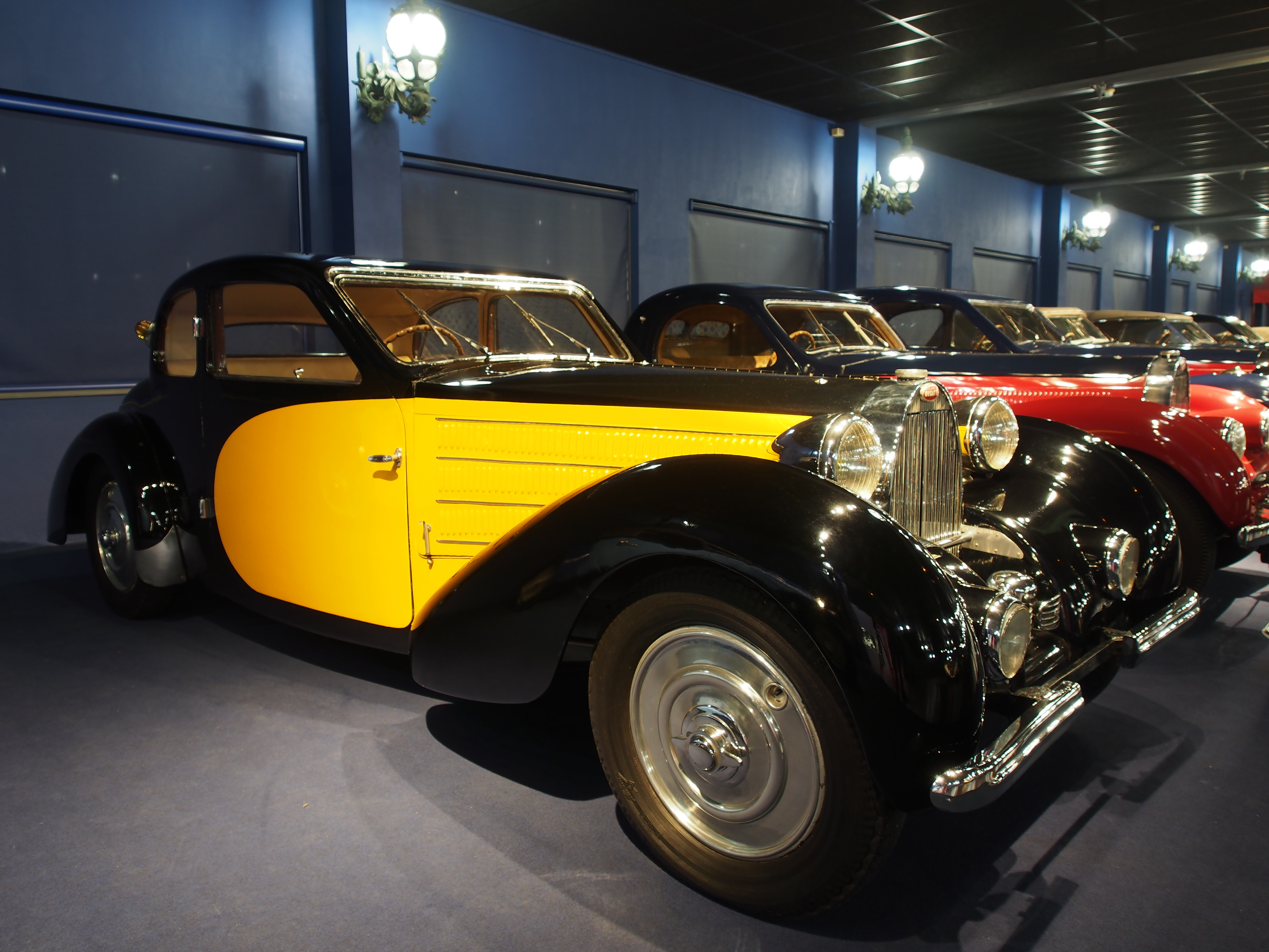
Bugatti Type 57C (1936)
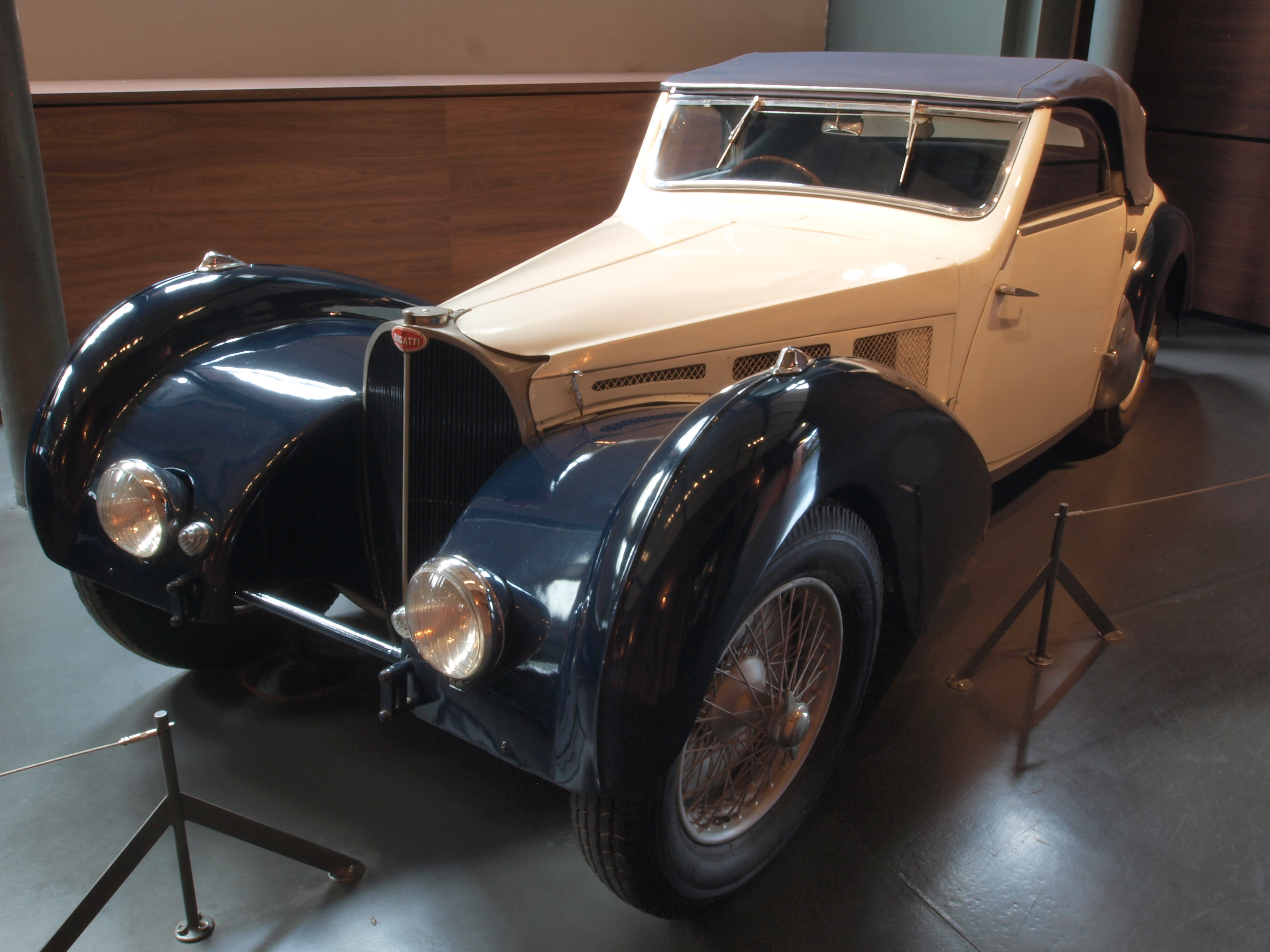
Bugatti Type 57S Aravis (1938)
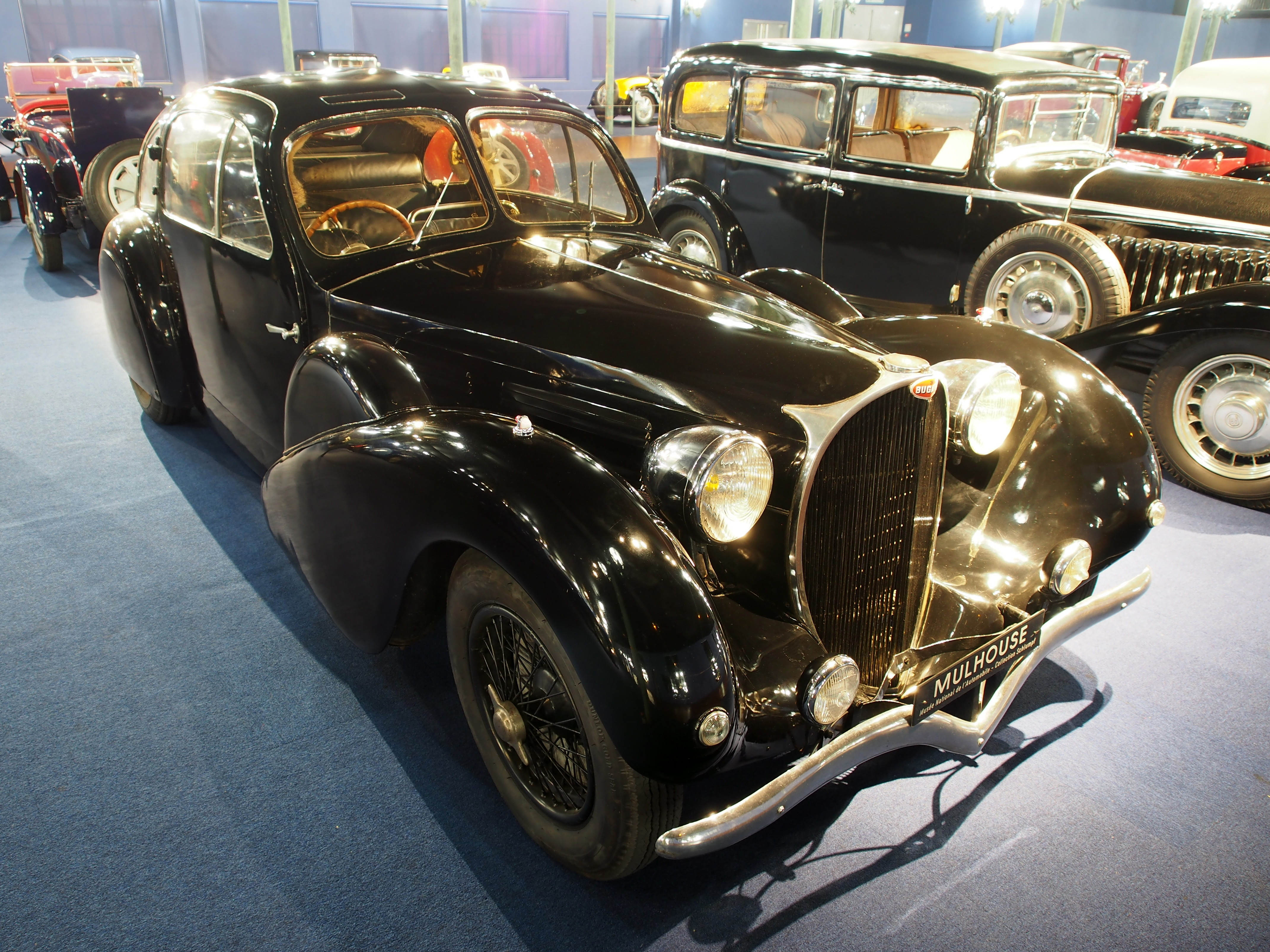
Bugatti Type 64 (1939)
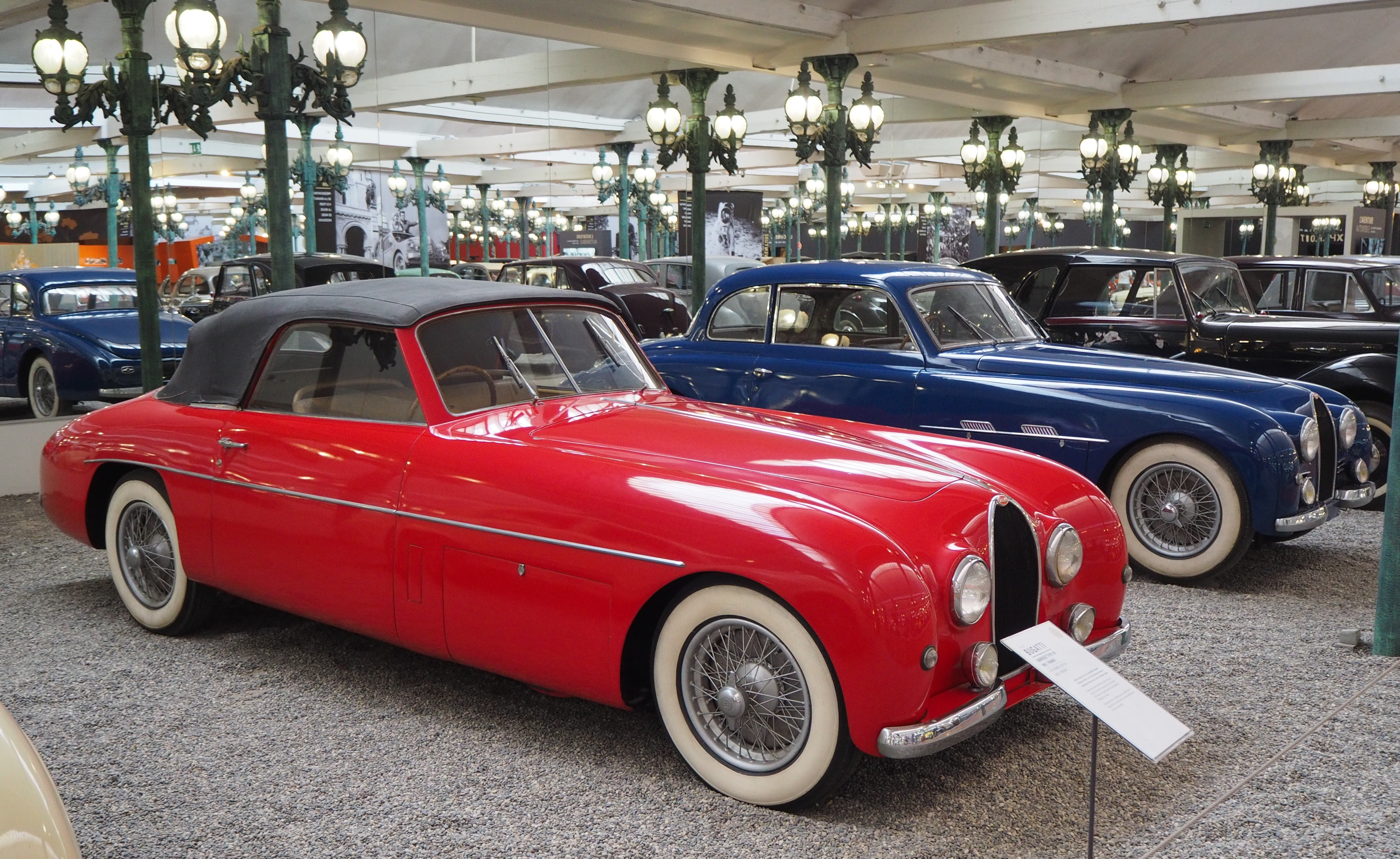
Bugatti Type 101 (1952)

Quelques modèles emblématiques Gangloff
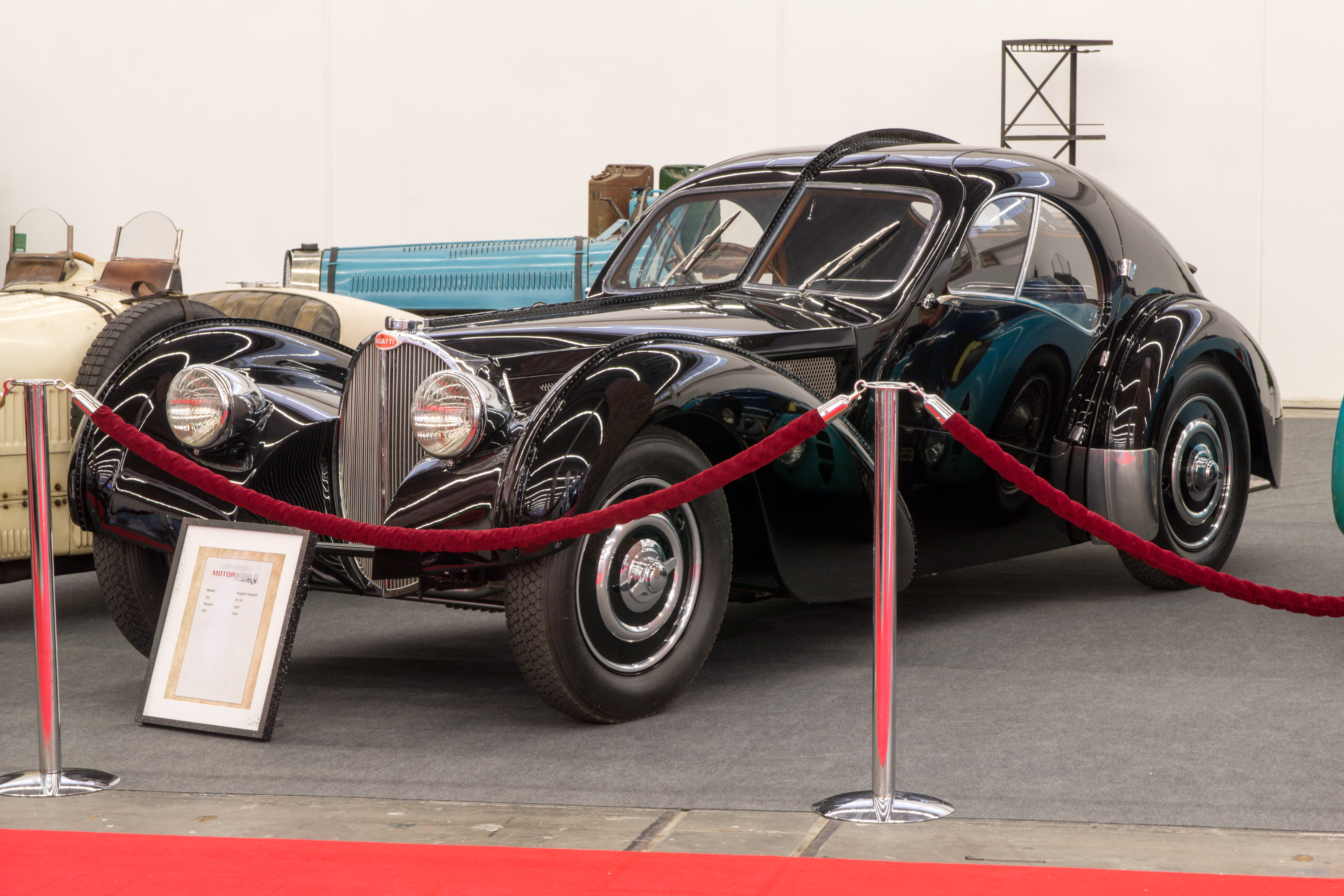
Bugatti Type 57SC Gangloff (1937)
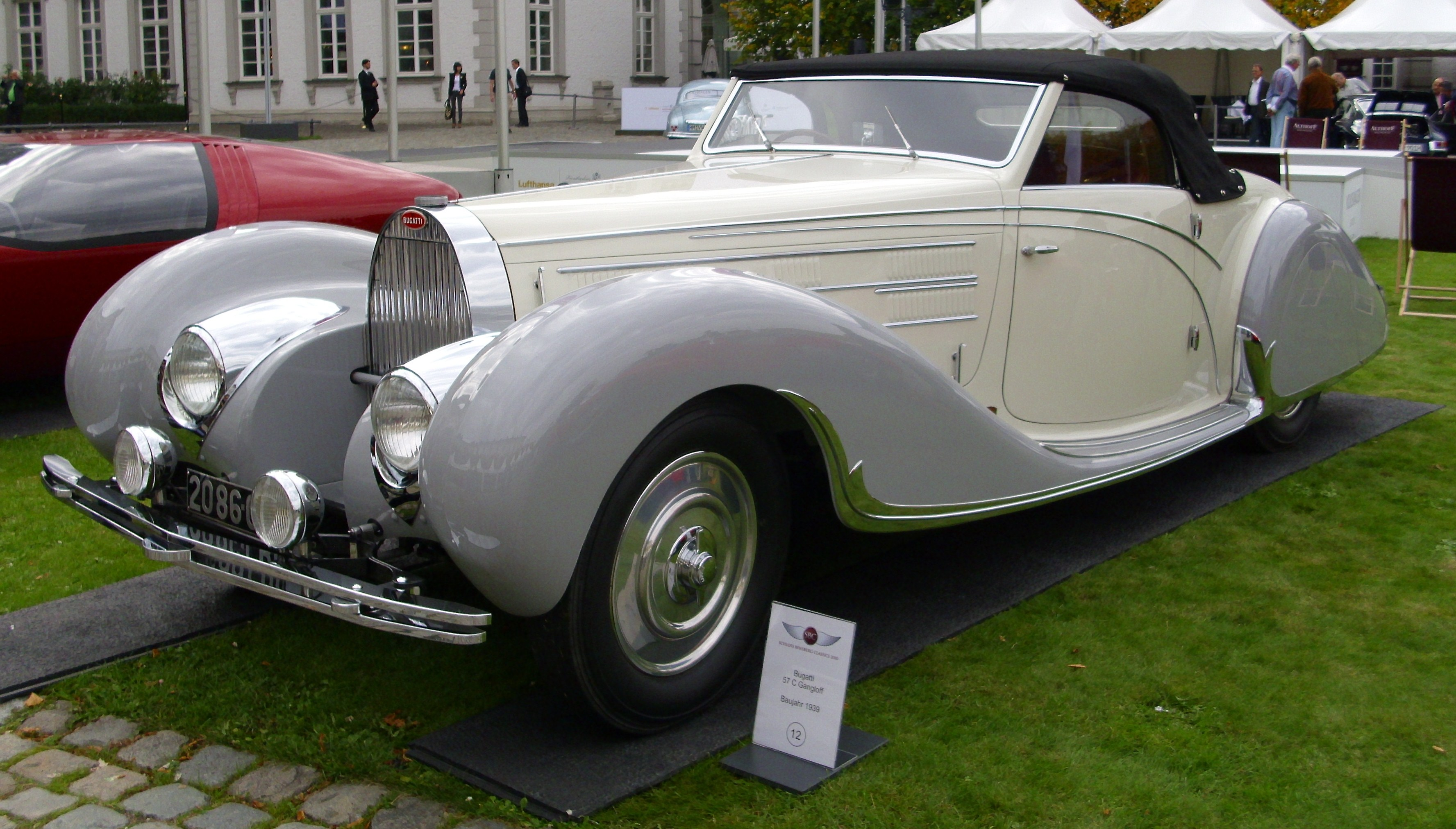
Bugatti Type 57C Roadster von Gangloff (1938)
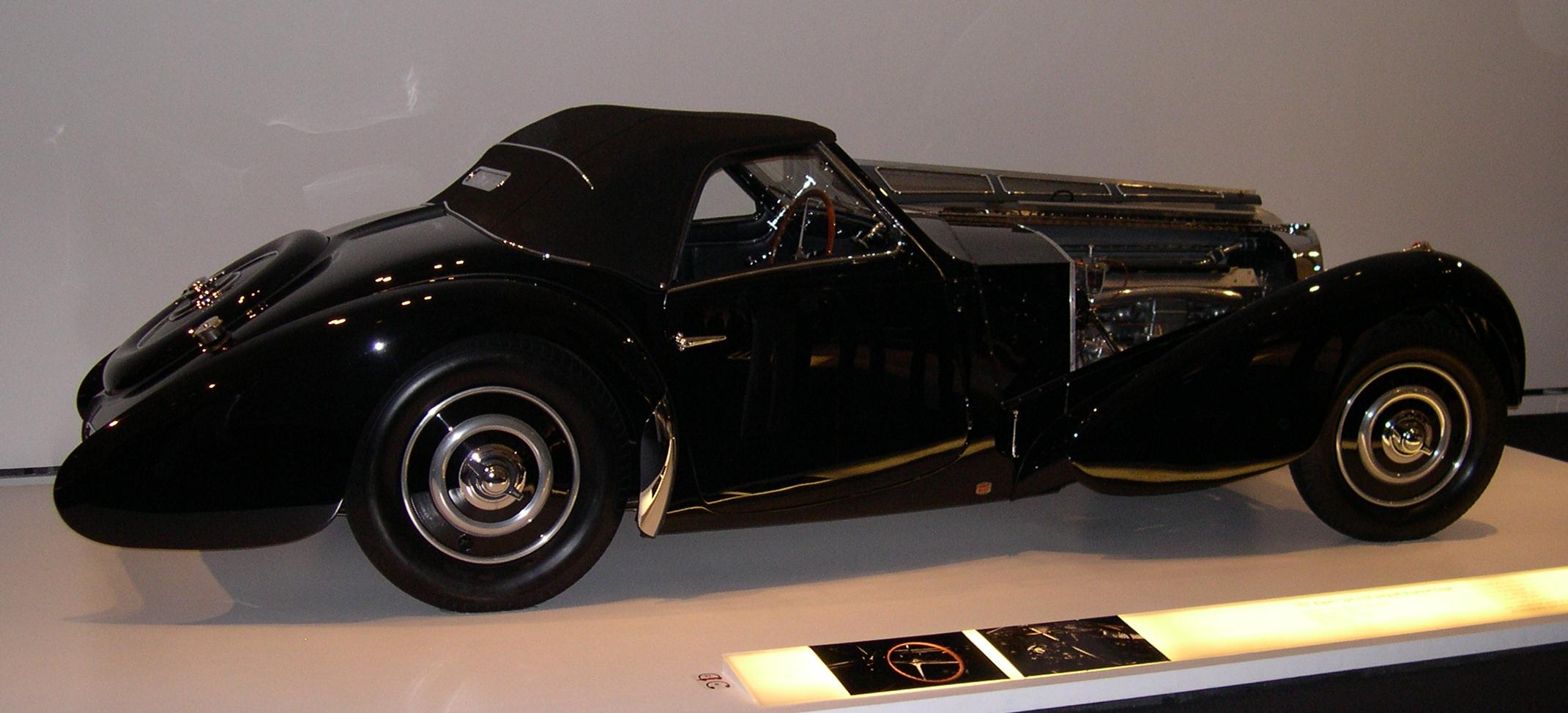
Bugatti Type 57SC Gangloff coupé cabriolet (1937)
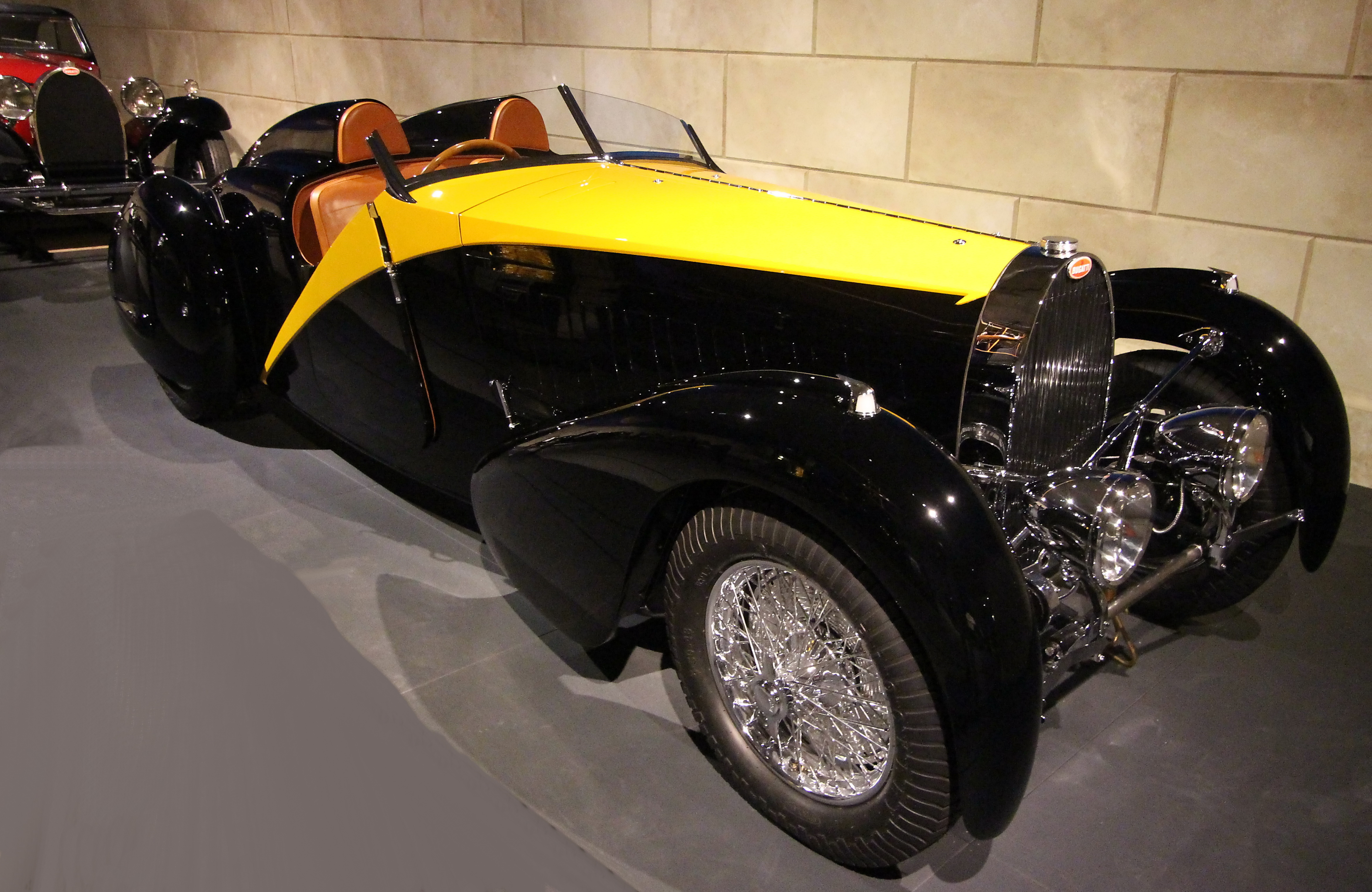
Bugatti Type 57 Roadster Grand Raid Gangloff (1934)

Après la fin des carrossiers indépendants d'après-guerre, Gangloff se spécialise dans les carrosseries de camions et autocars (dont les Berliet PLB 8 des années 1950, et version surélevée des Renault PR 14 et Renault FR1 des années 1980...) et dans les cabines de funiculaires et téléphériques avec son usine de Seftigen (avec en particulier celles du téléphérique de Brest, en 2016...).

Quelques modèles de funiculaires et téléphériques
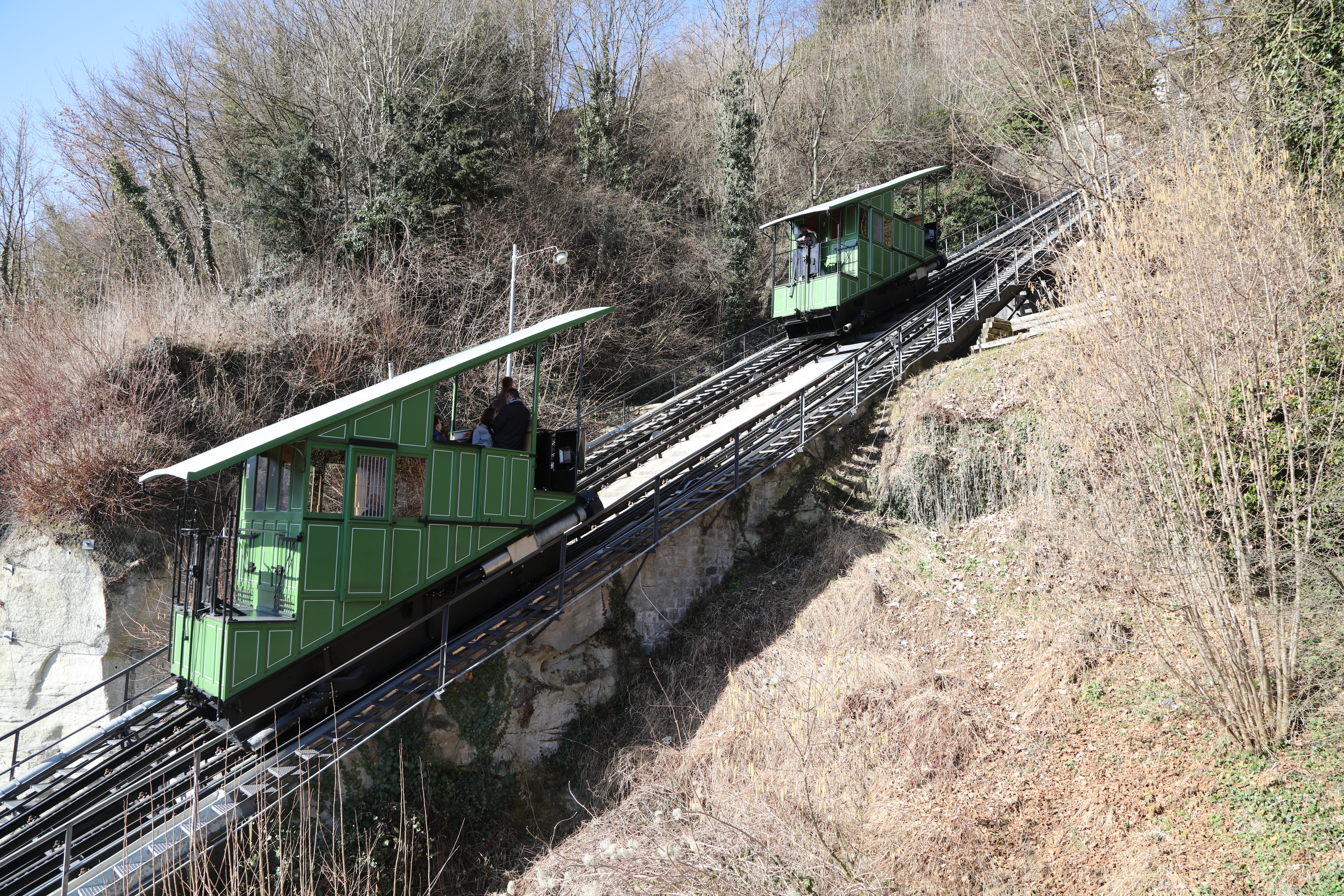
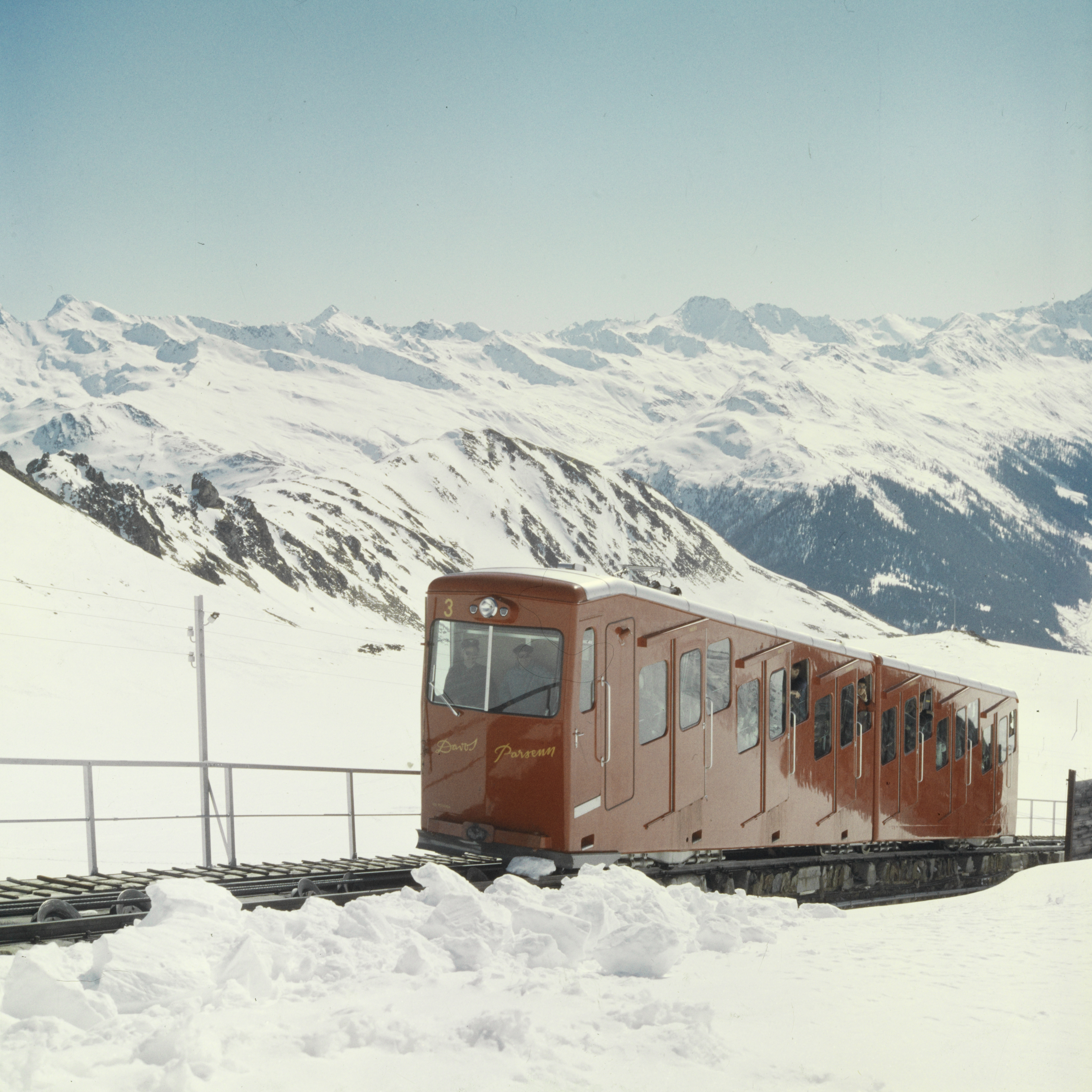
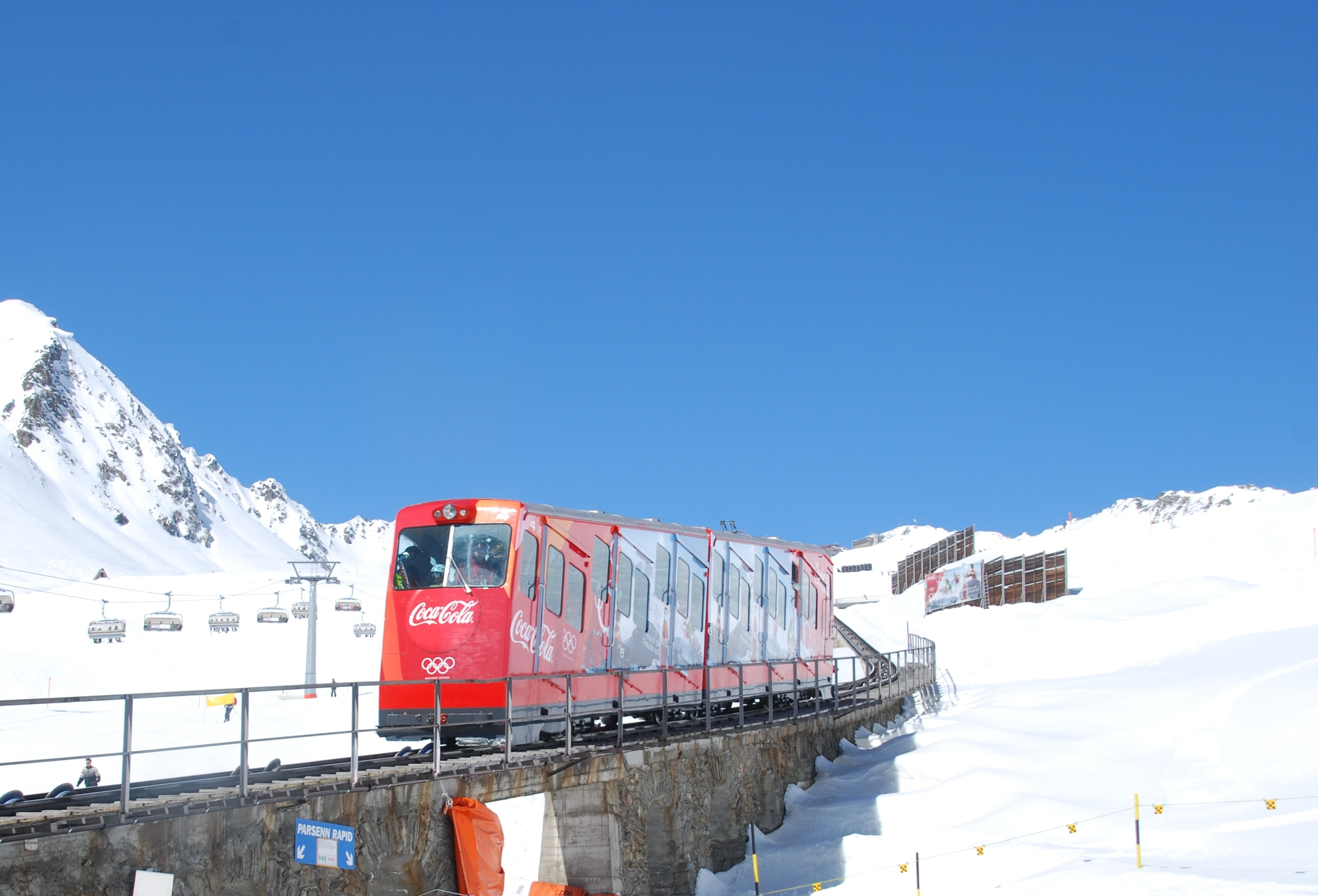
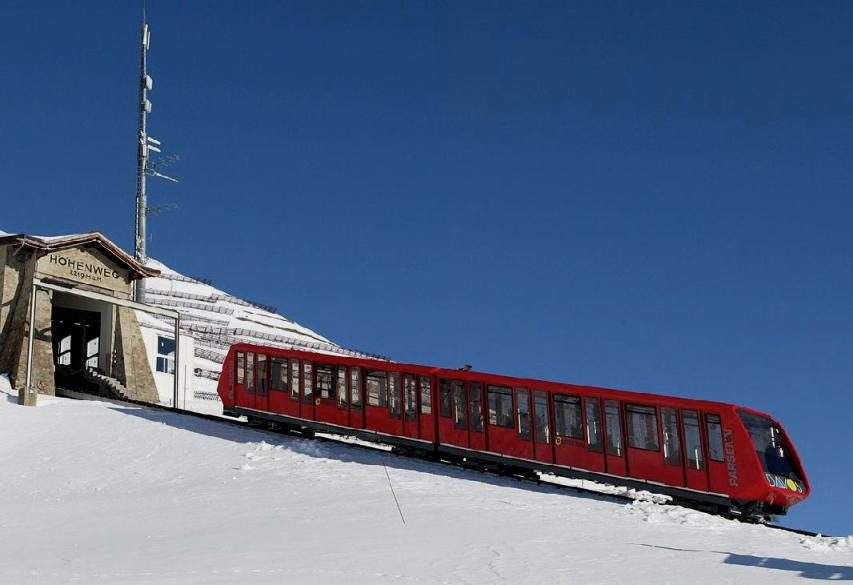
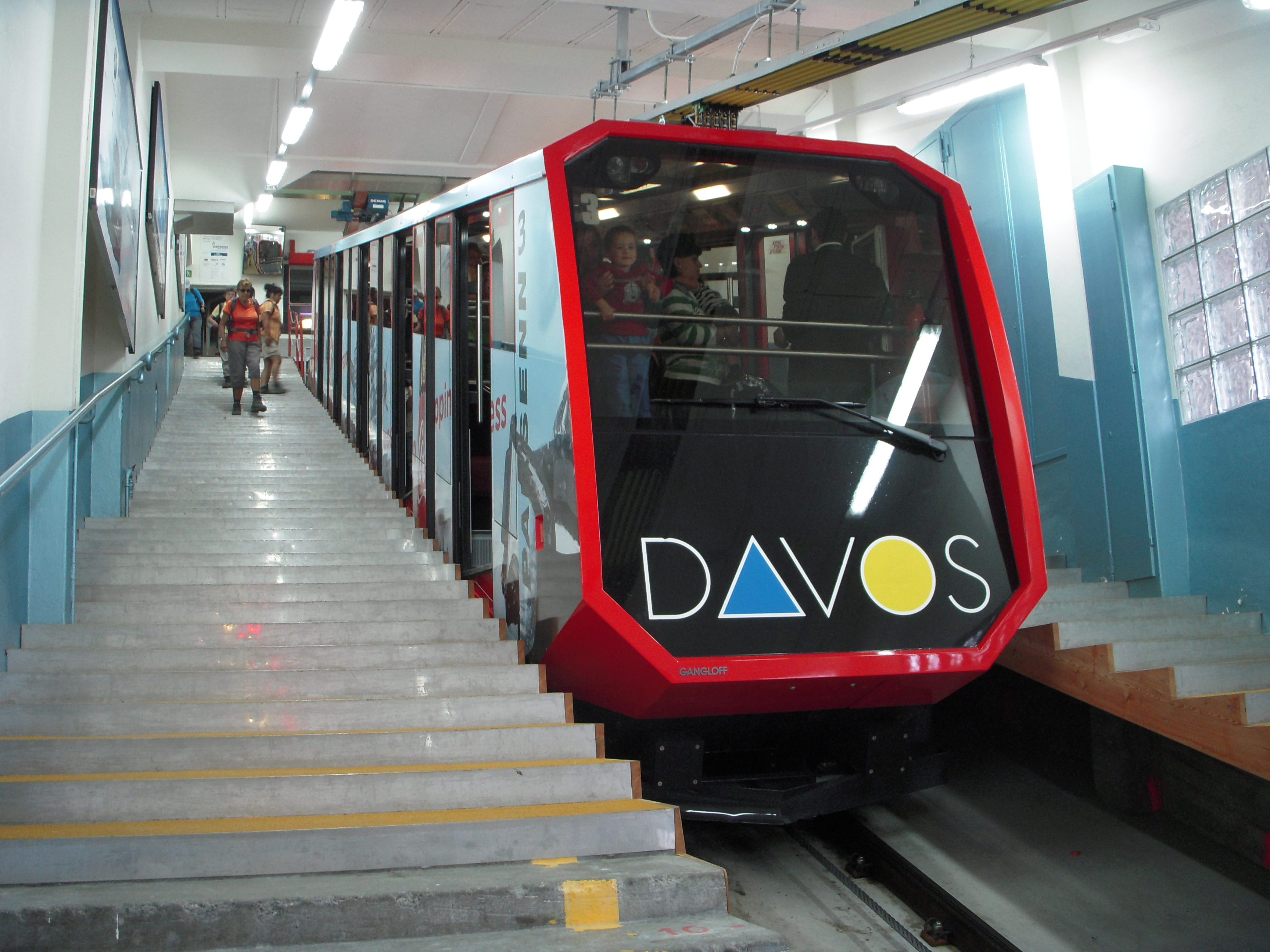

### Source
: document utilisé comme source pour la rédaction de cet article.
- David Cormier, « Les images du téléphérique en construction en Suisse », Le Télégramme (en ligne),‎ 9 mars 2016 (lire en ligne, consulté le 10 décembre 2016)